# Catopsilia pyranthe
Catopsilia pyranthe is een vlinder uit de familie Pieridae (witjes) en de onderfamilie Coliadinae.
Catopsilia pyranthe werd in 1758 vermeld door Linnaeus in de tiende editie van Systema naturae.

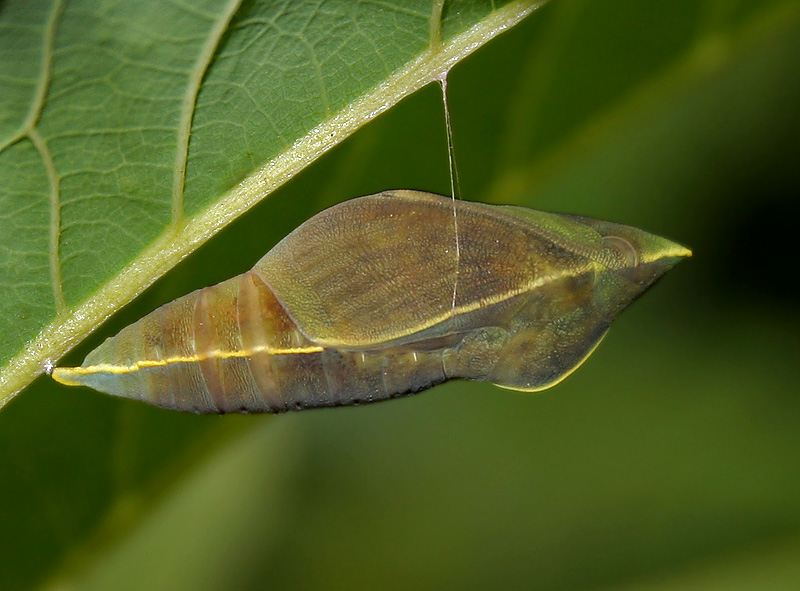
Pop